# Хуайська армія
Хуа́йська армія (кит.: 淮軍) — добровольче військо, створене маньчжурською владою династії Цін, що правила Китаєм, для придушення повстання тайпінів. Сформоване 1862 року Лі Хунчжаном на основі аньхойської міліції поблизу річки Хуай (Хуайхе). Була оснащенна на західний манер. Зазнала сильних втрат 1895 року в ході японсько-цінської війни. Увійшла до складу Бейянської армії.